# Antonio McDyess
Antonio Keithflen McDyess (ur. 7 września 1974 w Quitman) – amerykański koszykarz występujący na pozycji silnego skrzydłowego.

## College
W swoim drugim sezonie na uniwersytecie Antonio McDyess zdobywał średnio 13,9 pkt. i zbierał ponad 10 piłek w meczu. Poprowadził swój zespół do drugiej rundy turnieju finałowego ligi NCAA. Zdobył 71 punktów i miał 36 zbiórek. Po tym wyjątkowo udanym roku przeszedł do NBA.

## Draft
Antonio McDyess wybrany został z numerem drugim draftu w 1995 roku przez ekipę Los Angeles Clippers. Niechciany wraz z kolegą z drużyny Randym Woodsem przeszedł do Denver Nuggets w wymianie za Brenta Barry’ego i Rodneya Rogersa.

## NBA
W swoim pierwszym sezonie Antonio grał bardzo dużo. W sezonie zasadniczym rozegrał 76 spotkań, w tym 75 w wyjściowej piątce. Zdobywał średnio 13,4 pkt i miał 7,5 zbiórek. W następnym sezonie było podobnie, McDyess rozegrał ponad 70 spotkań i tylko w jednym był zmiennikiem. Zdecydowanie poprawił statystyki, rzucał o 5 punktów więcej. Kolejną stacją była gra w drużynie Phoenix Suns. Antonio opuścił w całym sezonie zasadniczym tylko jeden mecz, we wszystkich startował w pierwszej piątce. Średnio zdobywał ponad 15 punktów, a w fazie play-off, w czterech meczach uzyskał średnią zbiórek ponad 13. Długo w Phoenix Suns nie pozostał i powrócił do Denver Nuggets. Grał tam jeszcze przez trzy sezony. Wszystkie mecze rozpoczynał w wyjściowym składzie. Przez pierwsze dwa zdobywał około 20 punktów na mecz, ale sezon 2000-2001, to poważna kontuzja. Zdążył rozegrać tylko 10 spotkań. McDyess leczył kontuzję ponad sezon. W 2003 roku przeszedł do New York Knicks, gdzie zagrał 18 spotkań. Następnie ponownie zagościł w ekipie Phoenix Suns, tam był tylko już rezerwowym. Na sezon 2004-2005, zdecydował się przenieść do Detroit Pistons, gdzie grał do 2009. Przed sezonem 2009-2010 podpisał kontrakt z San Antonio Spurs.
20 grudnia 2011 oficjalnie zakończył karierę.

## Igrzyska Olimpijskie w 2000 roku
Podczas Olimpiady w Sydney, McDyess występował w drużynie Stanów Zjednoczonych. Amerykanie zdobyli złoty medal pokonując w finale Francję 85:75.

## Osiągnięcia

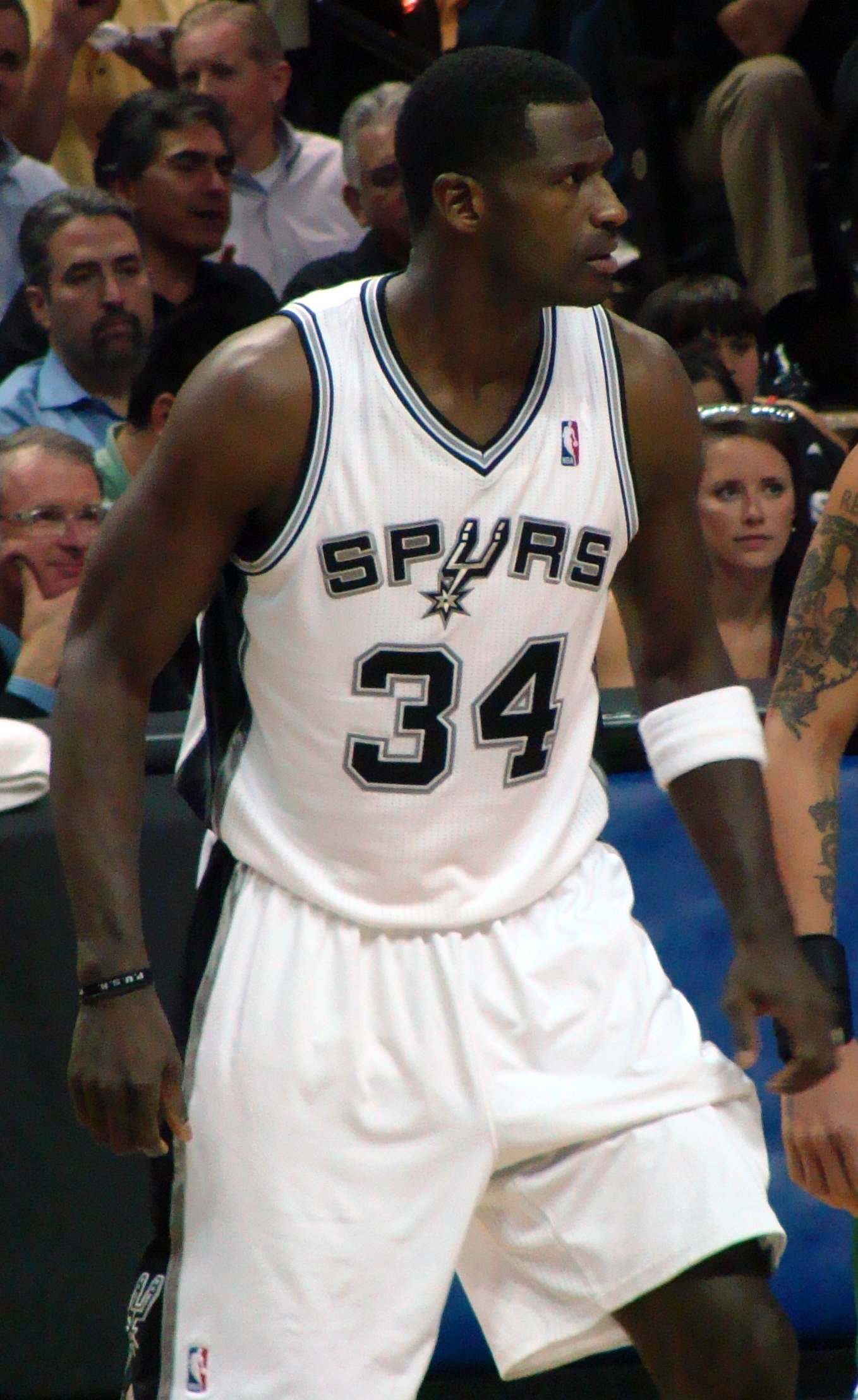
McDyess w barwach Spurs (2011).

Na podstawie, o ile nie zaznaczono inaczej.
NCAA
- Uczestnik II rundy turnieju NCAA (1994, 1995)
- Zaliczony do I składu turnieju konferencji Southeastern (SEC – 1995)

NBA
- Uczestnik:
  - meczu gwiazd NBA (2001)
  - Rookie Challenge (1996)
- Zaliczony do:
  - I składu debiutantów NBA (1996)[3]
  - III składu NBA (1999)
- Zawodnik tygodnia NBA (28.02.1999, 3.12.2000)

Reprezentacja
- Mistrz olimpijski (2000)[4]

## Statystyki
Na podstawie Basketball-Reference.com (ang.)

### Sezon regularny
| Sezon   | Drużyna     | M    | S5  | MPG  | FG%   | 3P%   | FT%   | RPG  | APG | SPG | BPG | PPG  |
| ------- | ----------- | ---- | --- | ---- | ----- | ----- | ----- | ---- | --- | --- | --- | ---- |
| 1995/96 | Denver      | 76   | 75  | 30,0 | 48,5% | 0,0%  | 68,3% | 7,5  | 1,0 | 0,7 | 1,5 | 13,4 |
| 1996/97 | Denver      | 74   | 73  | 34,7 | 46,3% | 17,1% | 70,8% | 7,3  | 1,4 | 0,8 | 1,7 | 18,3 |
| 1997/98 | Phoenix     | 81   | 81  | 30,1 | 53,6% | 0,0%  | 70,2% | 7,6  | 1,3 | 1,2 | 1,7 | 15,1 |
| 1998/99 | Denver      | 50   | 50  | 38,7 | 47,1% | 11,1% | 68,0% | 10,7 | 1,6 | 1,5 | 2,3 | 21,2 |
| 1999/00 | Denver      | 81   | 81  | 33,3 | 50,7% | 0,0%  | 62,6% | 8,5  | 2,0 | 0,9 | 1,7 | 19,1 |
| 2000/01 | Denver      | 70   | 70  | 36,5 | 49,5% | –     | 70,0% | 12,1 | 2,1 | 0,6 | 1,5 | 20,8 |
| 2001/02 | Denver      | 10   | 10  | 23,6 | 57,3% | –     | 81,8% | 5,5  | 1,8 | 1,0 | 0,8 | 11,3 |
| 2003/04 | New York    | 18   | 6   | 23,4 | 45,8% | –     | 57,9% | 6,6  | 1,1 | 0,7 | 0,6 | 8,4  |
| 2003/04 | Phoenix     | 24   | 14  | 21,1 | 48,4% | –     | 51,6% | 5,8  | 0,7 | 1,0 | 0,5 | 5,8  |
| 2004/05 | Detroit     | 77   | 8   | 23,3 | 51,3% | 0,0%  | 65,6% | 6,3  | 0,9 | 0,6 | 0,7 | 9,6  |
| 2005/06 | Detroit     | 82   | 0   | 21,1 | 50,9% | 0,0%  | 55,7% | 5,3  | 1,1 | 0,6 | 0,6 | 7,8  |
| 2006/07 | Detroit     | 82   | 3   | 21,1 | 52,6% | –     | 69,1% | 6,0  | 0,9 | 0,7 | 0,8 | 8,1  |
| 2007/08 | Detroit     | 78   | 78  | 29,3 | 48,8% | 0,0%  | 62,2% | 8,5  | 1,1 | 0,8 | 0,7 | 8,8  |
| 2008/09 | Detroit     | 62   | 30  | 30,1 | 51,0% | –     | 69,8% | 9,8  | 1,3 | 0,7 | 0,8 | 9,6  |
| 2009/10 | San Antonio | 77   | 50  | 21,0 | 47,9% | 0,0%  | 63,2% | 5,9  | 1,1 | 0,6 | 0,4 | 5,8  |
| 2010/11 | San Antonio | 73   | 16  | 19,0 | 49,1% | 0,0%  | 67,5% | 5,4  | 1,2 | 0,5 | 0,5 | 5,3  |
| Razem   |             | 1015 | 645 | 27,6 | 49,7% | 11,7% | 67,0% | 7,5  | 1,3 | 0,8 | 1,1 | 12,0 |

### Play-offy
| Sezon | Drużyna     | M   | S5 | MPG  | FG%   | 3P%  | FT%    | RPG  | APG | SPG | BPG | PPG  |
| ----- | ----------- | --- | -- | ---- | ----- | ---- | ------ | ---- | --- | --- | --- | ---- |
| 1998  | Phoenix     | 4   | 4  | 36,8 | 47,7% | –    | 64,3%  | 13,3 | 1,0 | 0,5 | 1,5 | 17,8 |
| 2005  | Detroit     | 25  | 0  | 19,8 | 48,6% | –    | 69,4%  | 5,9  | 0,8 | 0,6 | 0,9 | 8,0  |
| 2006  | Detroit     | 18  | 0  | 20,6 | 55,9% | 0,0% | 54,8%  | 6,1  | 0,6 | 0,4 | 0,7 | 7,6  |
| 2007  | Detroit     | 16  | 0  | 22,1 | 34,9% | 0,0% | 73,1%  | 7,1  | 1,1 | 0,7 | 0,9 | 5,8  |
| 2008  | Detroit     | 17  | 11 | 27,5 | 53,8% | –    | 82,1%  | 7,4  | 0,9 | 0,6 | 0,5 | 8,9  |
| 2009  | Detroit     | 4   | 4  | 34,0 | 52,3% | –    | 100,0% | 8,5  | 0,5 | 0,5 | 0,8 | 13,0 |
| 2010  | San Antonio | 10  | 10 | 24,7 | 53,2% | –    | 100,0% | 6,8  | 1,2 | 0,2 | 0,7 | 6,8  |
| 2011  | San Antonio | 6   | 6  | 24,2 | 41,7% | –    | 57,1%  | 5,0  | 1,3 | 0,3 | 0,8 | 5,7  |
| Razem |             | 100 | 35 | 23,6 | 48,7% | 0,0% | 68,9%  | 6,8  | 0,9 | 0,5 | 0,8 | 8,1  |